# Kammerphilharmonie Mariupol

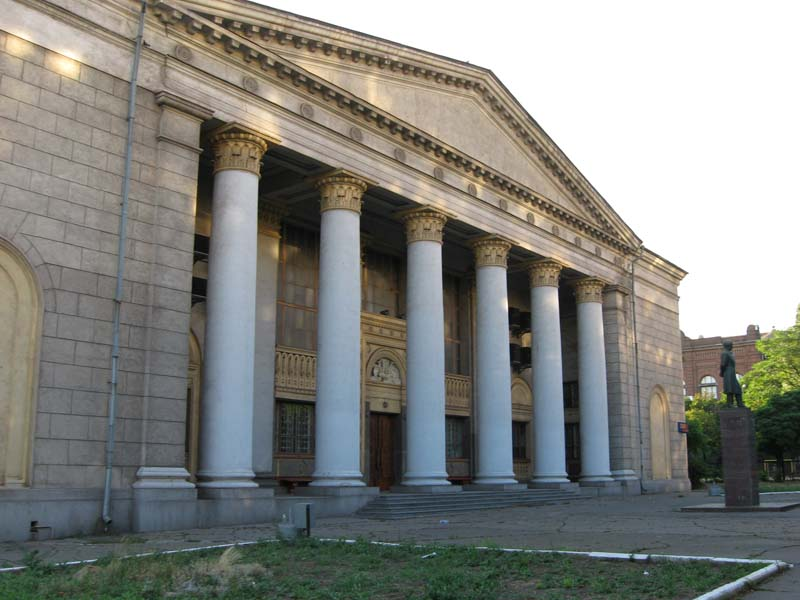
Kulturzentrum Markochim, 2007

Markochim-Volleyball-Kuppelbau, Haus der Kammerphilharmonie, Puschkin-Denkmal, 2010

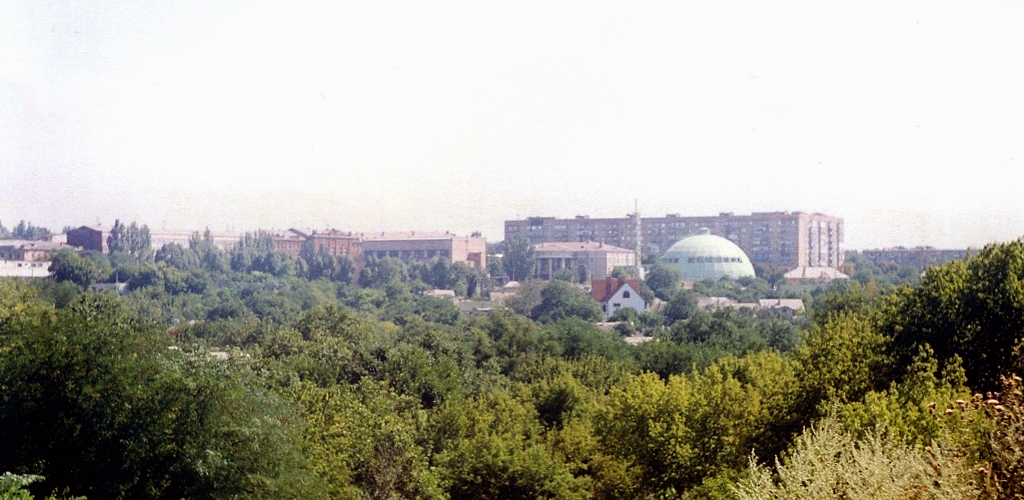
Kulturzentrum und Kuppelbau, 2006

Die Kammerphilharmonie Mariupol (ukrainisch Маріупольська камерна філармонія, russisch Мариупольская камерная филармония, englisch Mariupol Chamber Philharmonic) ist eine ukrainische Orchestervereinigung mit Sitz in Mariupol.

## Standort und Umfeld
Das Gebäude der Kammerphilharmonie, ein imposanter Bau in den Formen des auch für die Sowjetarchitektur der Nachkriegszeit typischen Neoklassizismus bzw. Sozialistischen Klassizismus mit säulengestüztem Portikus und Dreiecksgiebel, war eine der Hauptattraktionen der früheren ukrainischen Kulturhauptstadt Mariupol. Es steht in der Nähe der Altstadt. Östlich vor der Philharmonie befindet sich ein Puschkin-Denkmal (errichtet im Jahr 2000, Bildhauer Skorych), auf der anderen Straßenseite das Kuindschi-Kunstmuseum. Südlich neben dem Kulturhaus steht der ehemalige Markochim-Volleyball-Kuppelbau (russisch Волейбольный спортивный зал «Маркохим», erbaut von 1996 bis 1998), der über einen Übergangstrakt mit dem ehemaligen Kulturhaus verbunden ist.

## Zusammensetzung
Es ist die erste und einzige Institution ihrer Art in der Ukraine und umfasst verschiedene Orchester der Stadt, darunter das Renaissance-Kammerorchester, ein Orchester für Blas- und Populärmusik und ein Volksmusikorchester, die sich zur Kammerphilharmonie zusammenschlossen. Ähnliche Konzepte sind aus St. Petersburg, Wien oder auch Leipzig bekannt.
Die Leitung der einzelnen Orchester unterstand auch weiterhin eigenen Dirigenten:
- Kammerorchester Renaissance (russisch камерний оркестр „Ренессанс“): Chefdirigent Wassili Krjatschko (russisch Василий Крячко)[6]
- Orchester für Blas- und Populärmusik W. Papuschnikow (russisch оркестр духовой и эстрадной музыки им. В. Папушникова): Chefdirigent Wassili Schakula (russisch Василий Шакула)[6]
- Volksmusikorchester (russisch оркестр народной музыки): Chefdirigentin Julija Tschain (russisch Юлия Чайн)[6]

## Geschichte
Als Teil der Bemühungen die Hafenstadt Mariupol zum kulturellen Zentrum der Ukraine zu entwickeln, wurde am 3. September 2018 die erste Kammerphilharmonie der Ukraine am Prospekt der Metallurgen 52 (ukrainisch проспект Металургів, 52, russisch проспект Металлургов, 52) in einem der Kulturpaläste der Stadt gegründet. Errichtet wurde dieser Kulturpalast Markochim (ukrainisch Палац культури «Маркохім») im Auftrag der gleichnamigen Mariupoler Kokerei Markochim, die bis zum Jahr 2005 bestand. Dann wurde die Firma und damit auch der Kulturpalast vom Stahlwalzunternehmen Asow-Stahl übernommen.
Asow-Stahl überließ das Gebäude wiederum im Jahr 2017 der Stadt zur Nutzung. Der Kulturpalast Markochim eignete sich gut für die Philharmonie, da sein Konzertsaal Platz für 400 Personen bietet. Am 6. Juni 2019 wurde eine zusätzliche Buntglashalle mit Werken von Johann Sebastian Bach, Henri Vieuxtemps, Kara Abulfasowitsch Karajew, Manuel de Falla sowie Edvard Grieg eröffnet, die weitere Besucher anziehen soll.

### Nutzungskonflikt 2020
Bereits seit den 1980er Jahren diente der Kulturpalast dem Tanzensemble Raduga (deutsch Regenbogen, russisch Радуга), welches zunächst die Erlaubnis erhielt, weiter dort zu proben, allerdings nur noch unter der Bedingung, dass es die Nutzung der Philharmonie (Proben, Konzerte) berücksichtige. Im Januar 2020 wurde der Kulturpalast zudem als Unternehmen liquidiert, so das auch die Nutzung durch das Tanzensemble endete, das aber aufgrund der COVID-19-Pandemie in der Ukraine ohnehin nicht zusammentreffen konnte. Die Nutzung war aus formalen Gründen fortan nur noch der Philharmonie und offiziell registrierten Vereinen gestattet, die einen Nutzungsvertrag abschließen. Das Tanzensemble sollte in einen anderen Kulturpalast der Stadt umziehen, wogegen sich die Elternvertreter anfangs wehrten.

### Belagerung 2022
Das Gebäude wurde während des Russischen Überfalls auf die Ukraine am 25. Februar 2022 zu einem der sechs Schutzräume der Stadt – neben dem Dramatheater, der Kunstschule, der Zentrum für zeitgenössische Kunst «Hotel Continental», dem Kulturzentrum «Liwobereschna» und dem Kulturpalast «Tschajka» – bestimmt. Zudem wurde der Keller zum Lagerraum umgebaut. Als eines der wenigen großen Gebäude der Stadt überstand es die Belagerung von Mariupol im Frühjahr 2022 unbeschädigt. Es beherbergte bis zu 800 Menschen, darunter die Überlebenden der Bombardierung der Entbindungsklinik.
Von Mitte Juli bis Mitte August 2022 wurde das Gebäude neu angestrichen und als erfolgreiche Sanierung präsentiert. Nach Angaben des Stadtrats von Mariupol vom 6. August 2022 wurden zu dieser Zeit auf der Bühne der Kammerphilharmonie Käfige aufgebaut, mutmaßlich für einen Schauprozess, den die russischen Besatzer an ukrainischen Kriegsgefangenen planten.